# Dakota Mermis
Dakota Mermis, född 5 januari 1994, är en amerikansk professionell ishockeyback som är kontrakterad till Minnesota Wild i NHL och spelar för deras primära samarbetspartner Iowa Wild i AHL. 
Han har tidigare spelat på NHL-nivå för New Jersey Devils och Arizona Coyotes och på lägre nivåer för Binghamton Devils, Tucson Roadrunners och Springfield Falcons i AHL, Rapid City Rush i ECHL, London Knights och Oshawa Generals i Ontario Hockey League (OHL),  Denver Pioneers (University of Denver) i National Collegiate Athletic Association (NCAA) och Lincoln Stars, Team USA och Green Bay Gamblers i United States Hockey League (USHL).
Mermis blev aldrig draftad av någon NHL-organisation.

## Statistik
| 2009–2010   | St. Louis Amateur Blues | T1EHL       | 48  | 11 | 26 | 37 | 76  | —  | — | —  | —  | —  |
|             | Lincoln Stars           | USHL        | 2   | 0  | 1  | 1  | 0   | —  | — | —  | —  | —  |
| 2010–2011   | Team USA                | USHL        | 36  | 4  | 4  | 8  | 53  | 2  | 0 | 0  | 0  | 0  |
|             | U.S. National U17 Team  |             | 55  | 5  | 8  | 13 | 63  | —  | — | —  | —  | —  |
| 2011–2012   | Green Bay Gamblers      | USHL        | 60  | 5  | 22 | 27 | 98  | 12 | 0 | 1  | 1  | 20 |
| 2012–2013   | Denver Pioneers         | NCAA        | 19  | 1  | 3  | 4  | 14  | —  | — | —  | —  | —  |
|             | London Knights          | OHL         | 27  | 2  | 9  | 11 | 34  | 21 | 1 | 3  | 4  | 21 |
| 2013–2014   | London Knights          | OHL         | 66  | 5  | 20 | 25 | 76  | 9  | 1 | 3  | 4  | 12 |
| 2014–2015   | London Knights          | OHL         | 36  | 1  | 10 | 11 | 36  | —  | — | —  | —  | —  |
|             | Oshawa Generals         | OHL         | 30  | 5  | 14 | 19 | 50  | 21 | 1 | 14 | 15 | 14 |
| 2015–2016   | Springfield Falcons     | AHL         | 63  | 3  | 10 | 13 | 58  | —  | — | —  | —  | —  |
|             | Rapid City Rush         | ECHL        | 5   | 1  | 2  | 3  | 6   | —  | — | —  | —  | —  |
| 2016–2017   | Tucson Roadrunners      | AHL         | 67  | 2  | 10 | 12 | 75  | —  | — | —  | —  | —  |
| 2017–2018   | Arizona Coyotes         | NHL         | 1   | 0  | 0  | 0  | 0   | —  | — | —  | —  | —  |
|             | Tucson Roadrunners      | AHL         | 7   | 1  | 2  | 3  | 6   | —  | — | —  | —  | —  |
| NHL totalt  | NHL totalt              | NHL totalt  | 1   | 0  | 0  | 0  | 0   | —  | — | —  | —  | —  |
| AHL totalt  | AHL totalt              | AHL totalt  | 137 | 6  | 22 | 28 | 139 | —  | — | —  | —  | —  |
| OHL totalt  | OHL totalt              | OHL totalt  | 159 | 13 | 53 | 66 | 196 | 51 | 3 | 20 | 23 | 47 |
| USHL totalt | USHL totalt             | USHL totalt | 98  | 9  | 27 | 36 | 151 | 14 | 0 | 1  | 1  | 20 |